# Андреевка (Томская область)
Андреевка — село в Чаинском районе Томской области, Россия. Входит в состав Чаинского сельского поселения.

## География
Расположено на левом берегу реки Тоя, в 16 км к северу от центра сельского поселения — села Чаинск.

## История
Возник предположительно в 1930 г. как спецпереселенческий поселок Андреевский. По данным на 1931 г. посёлок относился к 1-й поселковой комендатуре (центр в п. Чураково), в нём размещалось 164 семьи спецпереселенцев.

## Население
| 1931 | 1938 | 1940 | 1956 | 1995 | 1996 | 1997 |
| ---- | ---- | ---- | ---- | ---- | ---- | ---- |
| 727  | ↘172 | ↗374 | ↘225 | ↘89  | ↗93  | ↘84  |
| 1998 | 1999 | 2002 | 2010 | 2012 | 2013 | 2014 |
| ↗89  | ↘86  | ↘59  | ↘29  | ↘24  | ↘21  | ↘20  |
| 2015 | 2021 |      |      |      |      |      |
| ↘15  | →15  |      |      |      |      |      |

Национальный состав
Согласно результатам переписи 2002 года, в национальной структуре населения русские составляли 96 %.